# Aaron Clapham
Aaron Daniel Clapham (Christchurch, 15 gennaio 1987) è un ex calciatore neozelandese, di ruolo centrocampista.

## Biografia
Anche la sorella Sara Clapham gioca a calcio ad alti livelli: ha difatti marcato 3 presenze con la nazionale femminile neozelandese.

## Carriera

### Club
Nativo di Christchurch, Clapham iniziò a giocare a calcio nel 2005 alla St Francis University, college statunitense nel quale militò come centrocampista centrale, prima di entrare a far parte della University of Louisville: qui passò due stagioni segnando 8 reti in 37 presenze. Si trasferì successivamente ai Dandenong Thunder, formazione australiana militante nella Victorian Premier League, nella quale però rimase soltanto una stagione prima di trasferirsi ancora, questa volta al Canterbury United. Nella prima stagione con la nuova maglia ha raccolto 17 presenze e 6 reti, mantenendo il suo ruolo di centrocampista: ha segnato la sua prima rete nella vittoria per 2-0 contro il Waikato F.C., l'8 novembre 2009. Anche grazie al suo contributo, la squadra è arrivata al quarto posto nel campionato 2009-2010 e si è qualificata ai play-off, dove è stata sconfitta in finale dal Waitakere United per 3-1. Grazie alle sue solide prestazioni, è stato nominato NZFC Player of the Year della stagione 2009/2010.

### Nazionale
Clapham venne convocato da giovanissimo nelle rappresentative Under-14 e Under-16: la prima esperienza di livello internazionale arrivò con la Nazionale Under-20 nel Campionato mondiale di calcio Under-20 2007 tenutosi in Canada.
Clapham venne in seguito inserito in un gruppo di 15 giocatori volto a selezionare gli ultimi partecipanti alla Coppa del Mondo. Anche qui si confermò su buoni livelli, in particolar modo nella partita conclusiva tra la squadra A (formata dai 15 convocati) e una selezione di giocatori del campionato appena concluso, chiamata per l'occasione NZFC Select XI: l'allenatore della Nazionale Ricki Herbert decise quindi di convocarlo per il Campionato mondiale di calcio 2010 in Sudafrica. Si tratta della prima convocazione nella Nazionale maggiore per il centrocampista neozelandese.